# UCI Oceania Tour 2010
Navigation
Édition précédente Édition suivante
L'UCI Oceania Tour 2010 est la sixième édition de l'UCI Oceania Tour, l'un des cinq circuits continentaux de cyclisme de l'Union cycliste internationale. Il est composé de sept compétitions (dont deux réservées aux moins de vingt-trois ans), organisées du 11 octobre 2009 au 31 janvier 2010 en Océanie. Les épreuves des Championnats du monde de cyclisme sur route 2010, du 29 septembre au 3 octobre 2010, rapportent également des points pour ce circuit, tout comme les championnats nationaux.
La victoire revient pour la première fois à l'Australien Michael Matthews, vainqueur du championnat du monde sur route espoirs et de trois des quatre épreuves des championnats d'Océanie. Il succède au palmarès à son compatriote Peter McDonald. Le classement par équipes est remporté par la formation australienne Jayco-Skins et les deux classements par pays sont gagnés une nouvelle fois par l'Australie.

## Évolutions du calendrier
Le calendrier est le même que l'édition précédente, à l'exception de la Melbourne to Warrnambool Classic qui disparait du calendrier.

## Calendrier des épreuves

### Octobre 2009
| Date  | Course          | Pays      | Classe | Vainqueur       | Équipe            |
| ----- | --------------- | --------- | ------ | --------------- | ----------------- |
| 12-17 | Herald Sun Tour | Australie | 2.1    | Bradley Wiggins | Garmin-Slipstream |

### Novembre 2009
| Date | Course                                            | Pays             | Classe | Vainqueur        | Équipe                       |
| ---- | ------------------------------------------------- | ---------------- | ------ | ---------------- | ---------------------------- |
| 2-7  | Tour de Southland                                 | Nouvelle-Zélande | 2.2    | Heath Blackgrove | Zookeepers-Cycle Surgery     |
| 13   | Championnats d'Océanie - contre-la-montre         | Nouvelle-Zélande | CC     | Drew Ginn        | Équipe nationale d'Australie |
| 13   | Championnats d'Océanie - contre-la-montre espoirs | Nouvelle-Zélande | CC     | Michael Matthews | Équipe nationale d'Australie |
| 15   | Championnats d'Océanie - course en ligne          | Nouvelle-Zélande | CC     | Michael Matthews | Équipe nationale d'Australie |
| 15   | Championnats d'Océanie - course en ligne espoirs  | Nouvelle-Zélande | CC     | Michael Matthews | Équipe nationale d'Australie |

### Janvier
| Date  | Course             | Pays             | Classe | Vainqueur        | Équipe |
| ----- | ------------------ | ---------------- | ------ | ---------------- | ------ |
| 27-31 | Tour de Wellington | Nouvelle-Zélande | 2.2    | Michael Torckler | Cardno |

## Classements finals
| #   | Coureur            | Pays             | Pts   |
| 1.  | Michael Matthews * | Australie        | 235   |
| 2.  | Thor Hushovd       | Norvège          | 200   |
| 3.  | Jonathan Cantwell  | Australie        | 95    |
| 4.  | Jack Bauer         | Nouvelle-Zélande | 93    |
| 5.  | Heath Blackgrove   | Nouvelle-Zélande | 85    |
| 6.  | Yukiya Arashiro    | Japon            | 80    |
| 7.  | Matt Marshall *    | Nouvelle-Zélande | 70    |
| 8.  | John Degenkolb *   | Allemagne        | 70    |
| 9.  | Romain Feillu      | France           | 70    |
| 10. | Taylor Phinney *   | États-Unis       | 60    |
| 11. | Michael Torckler   | Nouvelle-Zélande | 56    |
| 12. | David Kemp         | Australie        | 56    |
| 13. | Alex McGregor *    | Nouvelle-Zélande | 43    |
| 14. | Guillaume Boivin * | Canada           | 40    |
| 15. | Lachlan Norris     | Australie        | 35    |
| 16. | Damien Turner      | Australie        | 32    |
| 17. | Jaan Kirsipuu      | Estonie          | 32    |
| 18. | Jay Robert Thomson | Afrique du Sud   | 26    |
| 19. | Bernard Van Ulden  | États-Unis       | 26    |
| 20. | Marc Ryan          | Nouvelle-Zélande | 25,66 |

| #   | Équipe                               | Pays             | Pts   |
| 1.  | Jayco-Skins                          | Australie        | 267   |
| 1.  | Fly V Australia                      | Australie        | 248   |
| 3.  | Cervélo TestTeam                     | Suisse           | 206   |
| 4.  | Endura Racing                        | Grande-Bretagne  | 93    |
| 5.  | BBox Bouygues Telecom                | France           | 83    |
| 6.  | Drapac Porsche                       | Australie        | 79    |
| 7.  | Thüringer Energie                    | Allemagne        | 78    |
| 8.  | Vacansoleil                          | Pays-Bas         | 73    |
| 9.  | Trek Livestrong U23                  | États-Unis       | 65,66 |
| 10. | SpiderTech-Planet Energy             | Canada           | 40    |
| 11. | Bissell Pro Cycling                  | États-Unis       | 37,64 |
| 12. | Subway-Avanti                        | Nouvelle-Zélande | 34,64 |
| 13. | CKT TMIT-Champion System             | Arménie          | 32    |
| 14. | Jelly Belly-Kenda                    | États-Unis       | 26    |
| 15. | Palmeiras Resort-Tavira              | Portugal         | 20    |
| 16. | Genesys Wealth Advisers              | Australie        | 19    |
| 17. | Qin Cycling Team                     | Belgique         | 19    |
| 18. | Sprocket                             | Suède            | 14    |
| 19. | LeTua                                | Malaisie         | 12    |
| 20. | Team Concordia Forsikring-Himmerland | Danemark         | 10    |

### Classements par nations
| #  | Pays             | Pts    |
| 1. | Australie        | 1281   |
| 2. | Nouvelle-Zélande | 548,48 |

| #  | Pays (U23)       | Pts    |
| 1. | Australie        | 605,5  |
| 2. | Nouvelle-Zélande | 199,16 |